# Вантаж 200 (позначення)
Вантаж 200 (рос. Груз-200) — умовне позначення в радянській армії для тіла загиблого в бою (померлого) військовослужбовця. Позначення використовувалося з часів війни в Афганістані. Згодом стало використовуватися у російській, а з часів війни на сході України — в українській арміях.
Існує кілька різних версій щодо походження терміна:[джерело?]
- за номером відповідного наказу Міністерства оборони СРСР (Наказ Міністра оборони СРСР від 08.10.1984 № 200);
- відповідно до нормативної ваги контейнера з тілом військовослужбовця (200 кг);
- нібито за номером форми бланка-накладної, на якій заповнювалися відповідні експедиційні дані; насправді ж форма вимоги-накладної носила номер «2».

## В Україні
В серпні 2022 року ЗСУ офіційно відмовились використовувати радянське формулювання «Вантаж 200» щодо загиблих бійців і замінили його на вислів «На щиті».